# Jean-Pierre-François Jannin
Jean-Pierre-François Jannin (... – XIX secolo) è stato un generale francese.

## Biografia
Partecipò il 24 giugno 1859 alla battaglia di Solferino, alla guida della seconda brigata (41º reggimento e 56º reggimento), facente parte del terzo corpo d'armata francese, agli ordini del generale François Certain de Canrobert. Il 24 giugno, alle 7 del mattino, la fortezza di Castel Goffredo, ancora occupata da un avamposto della cavalleria austriaca, fu liberata dal generale francese Pierre Hippolyte Publius Renault appoggiato dagli uomini del generale Jannin che, abbattendo il portone in legno della Porta di Sopra con gli zappatori del genio, penetrarono all'interno del paese liberandolo dai nemici.